# S-Bahn Basel
Die trinationale S-Bahn Basel (früher: Regio-S-Bahn Basel) verbindet seit 1997 die trinationale Agglomeration Basel mit der Kernstadt und damit auch drei Länder (Deutschland, Frankreich und die Schweiz) miteinander. Sie besteht aus insgesamt acht S-Bahn-Linien und wird von mehr als 40 Mio. Passagieren pro Jahr benutzt. Ausser den Linien S5 (Gartenbahn Lörrach–Weil) und S9 (Läufelfingerli), fahren heute sämtliche Linien die Bahnhöfe Basel SBB oder Basel Bad Bf an.
Die S-Bahn Basel wird von den Schweizerischen Bundesbahnen, deren deutschen Tochtergesellschaft SBB GmbH, der Deutschen Bahn (DB Regio) sowie der Société nationale des chemins de fer français (SNCF Voyageurs) betrieben. Besteller der S-Bahn Basel sind die Kantone Basel-Stadt, Basel-Landschaft, Aargau, Solothurn, das Land Baden-Württemberg und die Région Grand Est. Der Kanton Jura ist derzeit nicht mehr unter den Bestellern.
Seit 2016 wird das Angebot der trinationalen S-Bahn Basel unter dem Namen trireno weiterentwickelt. Unter dem gleichen Namen führen die Besteller seit 2018 eine gemeinsame Koordinationsplattform für eine grenzüberschreitend abgestimmte Planung des zukünftigen Angebots. Die ehemalige Bezeichnung Regio-S-Bahn indes wird nicht mehr verwendet.

## Strecken
Die S-Bahn Basel verkehrt auf dem bestehenden Eisenbahnnetz der Region Basel. Das 357 Kilometer lange Streckennetz beinhaltet momentan 108 Bahnhöfe bzw. Haltestellen, wovon 47 in der Schweiz, 54 in Deutschland und 7 in Frankreich liegen. Kürzeste Linie ist die S5 (14 km), längste Linie die S3 (106 km).
Von der S-Bahn Basel mitbenutzt werden folgende Strecken:
- Hauensteinstrecke zwischen Basel und Olten
Die neue Hauensteinstrecke mit dem rund acht Kilometer langen Basistunnel bildet de facto den gesamten Ostast der S3. In Sissach zweigt zudem die alte Hauensteinstrecke ab und führt durch das Läufelfingertal nach Olten. Die Zweigstrecke und ursprüngliche Hauptlinie, im Volksmund oft als Läufelfingerli bezeichnet, wird heute vollumfänglich als S9 betrieben.
- Bözbergstrecke zwischen Basel und Zürich
Den ersten Abschnitt zwischen Basel SBB und Pratteln teilt sich die Strecke mit der Hauensteinlinie, bevor sie kurz nach Pratteln abzweigt. Bis zum Bahnhof Stein-Säckingen bildet sie den Hauptstrang und Ostast der S1, bevor diese sich in zwei Äste aufteilt: Frick stellt dabei den Endpunkt der S1 auf der Bözbergstrecke dar. Nachts fahren einzelne Züge weiter bis Brugg.
- Bahnstrecke Koblenz–Stein-Säckingen
Ab dem Bahnhof Stein-Säckingen führt die S1 auf ihrem zweiten Ostast zum Endpunkt Laufenburg.
- Jurabahn zwischen Basel und Biel/Bienne
Die mehrheitlich einspurige Jurabahn führt durch teils kurviges Gelände. Sie bildet den Westast der S3 zwischen Basel SBB und Delémont, von wo die Bahnstrecke Delémont–Delle abzweigt.
- Bahnstrecke Delémont–Delle
Auf dieser Strecke verkehrt ebenfalls die S3, zwischen dem Ausgangsbahnhof Delémont und dem jurassischen Ort Porrentruy.
- Basler Verbindungsbahn
Die Verbindungsbahn verbindet die beiden Bahnhöfe Basel SBB und Basel Bad Bf miteinander. Die Verbindungsbahn wird von der S6 genutzt, zusätzlich verkehren in der Hauptverkehrszeit einzelne RE von/nach Freiburg im Breisgau bzw. Offenburg auf dieser Strecke.
- Wiesentalbahn zwischen Basel Bad Bf und Zell im Wiesental
Diese grösstenteils einspurige und auf deutschem Staatsgebiet verlaufende Strecke bildet den überwiegenden Teil des Verlaufs der S6, die umgangssprachlich als Wiesentalbahn bezeichnet wird. Die Züge fahren mit Fahrtrichtungswechsel über den Basel Bad Bf hinaus weiter bis zum Bahnhof Basel SBB.
- Weiler Gartenbahn
Diese Bahnstrecke wird im Volksmund oft als Gartenbahn bezeichnet. Als Umgehungsbahn errichtet, sollte sie eine Verbindung zwischen Weil am Rhein und Lörrach herstellen, die nicht über Schweizer Boden führt. Heute wird sie vollumfänglich von der S5 bedient, wobei die meisten Züge bis Steinen, einzelne Züge auch bis Schopfheim oder Zell im Wiesental durchgebunden werden.

- Bahnstrecke Strasbourg–Basel
Auf der mehrheitlich auf französischem Staatsgebiet liegenden Strecke verkehrte die S1 von 1997 bis 2008 durchgehend von Mulhouse bis Frick bzw. Laufenburg. Seit der Einführung der FLIRT-Triebzüge im Jahr 2008 ist die Linie in Basel SBB gebrochen. Zwischen Mulhouse und Basel SBB verkehren die Züge offiziell als TER (Transport Express Régional). Eine Wiedereinführung des durchgehenden Betriebes wurde von Schweizer wie Französischer Seite lange forciert, die Bemühungen 2014 jedoch abgebrochen.[5] Mit der neuen Bahnanbindung EuroAirport soll ein durchgehender Betrieb wieder möglich werden.[6]
- Oberrheinbahn
Der Streckenast Freiburg (Breisgau) Hbf – Basel Bad Bf wurde früher als Orange Linie der Regio-S-Bahn bezeichnet. Derzeit wird das Angebot auf dieser Linie mit Zügen der Kategorie Regional-Express (RE) sichergestellt, da diese nördlich von Müllheim (Baden) beschleunigt verkehren und nicht alle Haltepunkte bedienen. Einige Züge verkehren nach einem längeren Aufenthalt in Freiburg (Breisgau) Hbf weiter bis Offenburg. In Basel Bad Bf werden in der Hauptverkehrszeit einzelne Züge über die Verbindungsbahn bis Basel SBB verlängert. Ab Mitte 2020 wird das Nahverkehrsangebot auf der Rheintalbahn reorganisiert: Zwischen Freiburg (Breisgau) Hbf und Basel Bad Bf verkehrt dann eine S-Bahn/Regionalbahn mit Bedienung aller Haltepunkte. Zusätzlich fährt ein neuer, beschleunigter Regional-Express einmal in der Stunde zwischen Offenburg und Basel, ab voraussichtlich Dezember 2022 zwischen Karlsruhe und Basel.[7][8]
- Hochrheinbahn
Das Angebot auf der Hochrheinbahn wurde früher als Gelbe Linie der Regio-S-Bahn bezeichnet. Derzeit kommen auf der Strecke zwischen Basel Bad Bf und Lauchringen (Baden) Regionalbahnen (RB) mit Halt in allen Stationen zum Einsatz.

## Linien

### Linienführung und Betreiber

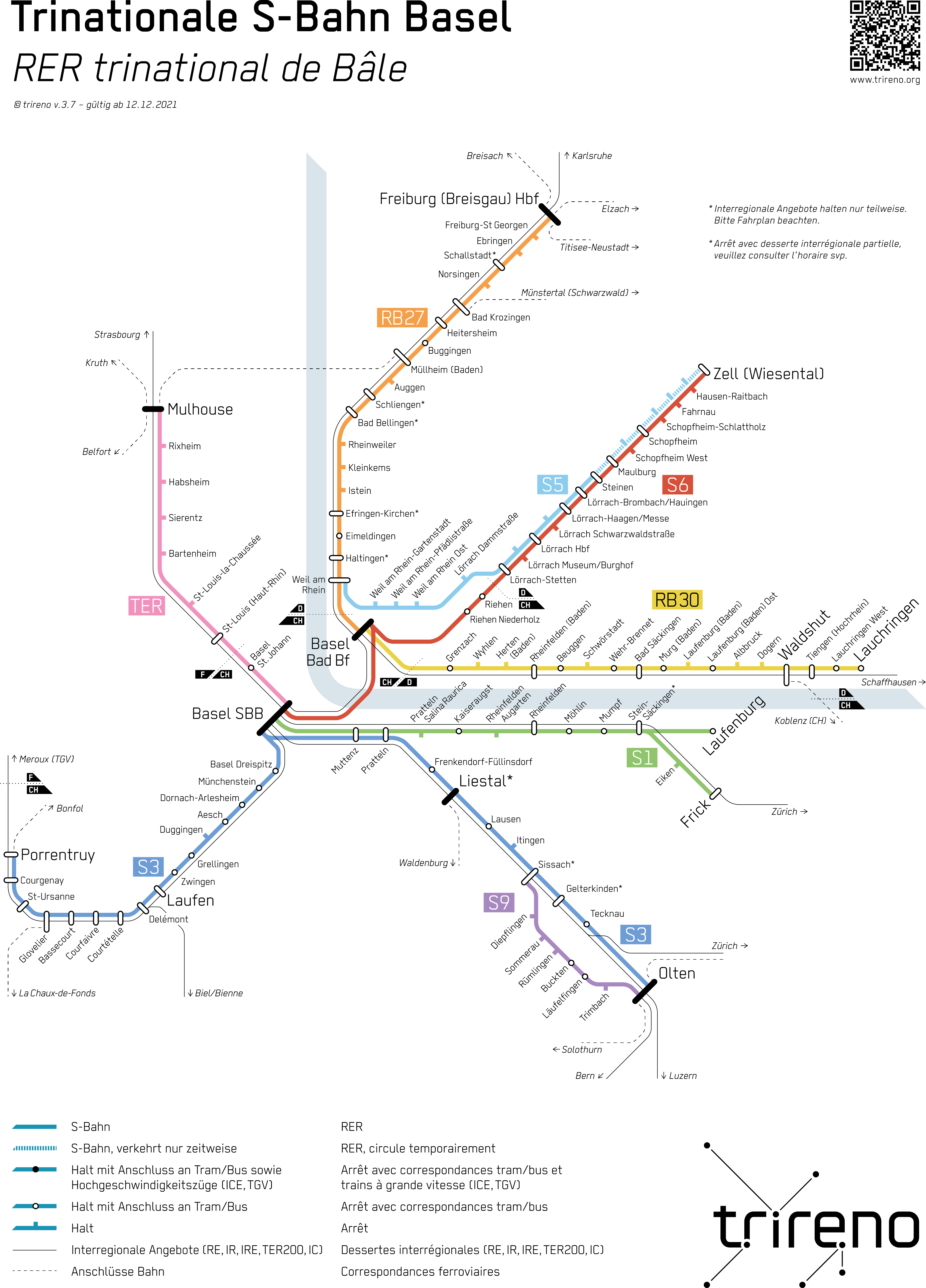
Linienplan trireno 2022

Die acht Linien der trinationalen S-Bahn Basel bestehen aus:
- S 1 Basel SBB – Rheinfelden – Stein-Säckingen – Frick / Laufenburg (SBB)
- S 3 Porrentruy – Delémont – Laufen – Basel Dreispitz – Basel SBB – Liestal – Sissach – Olten (SBB)
- S 5 Weil am Rhein – Lörrach Hbf – Steinen (– Schopfheim – Zell (Wiesental)) (SBB GmbH)
- S 6 Basel SBB – Basel Bad Bf – Riehen – Lörrach Hbf – Steinen – Schopfheim – Zell (Wiesental) (SBB GmbH)
- S 9 Sissach – Läufelfingen – Olten (SBB)
- TER Mulhouse – Saint-Louis – Basel St. Johann – Basel SNCF (SNCF Voyageurs)
- RB27 Basel Bad Bf – Müllheim (Baden) – Freiburg (Breisgau) Hbf (DB Regio)
- RB30 Basel Bad Bf – Rheinfelden (Baden) – Bad Säckingen – Laufenburg (Baden) – Waldshut – Lauchringen (DB Regio)

Zum erweiterten Schienenpersonennahverkehr der Region Basel zählen zudem:
- Basel Bad Bf – Bad Säckingen – Waldshut – Schaffhausen – Singen (Hohentwiel) (– Ulm) (RegionalExpress)
- 7 (Basel SBB –) Basel Bad Bf – Freiburg (Breisgau) – Offenburg (– Karlsruhe) (RegionalExpress)
- Basel SNCF – Mulhouse – Colmar – Sélestat – Strasbourg (TER200)
- 19 Liestal – Hölstein – Waldenburg (Waldenburgerbahn)
- Tramnetz Basel: Das dichte Netz der Basler Strassenbahnen erschliesst viele Agglomerationsgemeinden und das Leimental, welches keine andere Bahnanbindung besitzt.

### Betriebskonzept
Die Linien S1, S3, S5 und S6 verkehren im Halbstundentakt, wobei der Betrieb auf den Aussenästen, sowie abends und am Wochenende teilweise auf einen Stundentakt reduziert wird. Die Linie TER verkehrt zwischen Basel SBB und Mulhouse in einem lückenhaften Stundentakt, der in der Hauptverkehrszeit auf einen Halbstundentakt verdichtet wird. Die RB27 zwischen Freiburg (Breisgau) Hbf und Basel Bad Bf sowie die RB30 zwischen Lauchringen (Baden) und Basel Bad Bf verkehren im Stundentakt und werden zur Hauptverkehrszeit durch weitere RB zu einem Halbstundentakt verdichtet. Die S9 verkehrt durchgehend im Stundentakt.
Eine Übersicht über die Strecken und Betriebszeiten findet sich in nachstehender Tabelle:
| Linie | Strecke                                          | Takt (in Min) | Bemerkungen |
| ----- | ------------------------------------------------ | ------------- | --- |
| S 1   | Basel SBB – Stein-Säckingen – Frick / Laufenburg | 30 / 60       | einzelne Verstärker in den HVZ zwischen Stein-Säckingen und Basel ohne Linienbezeichnung; Stein-Säckingen – Frick / Laufenburg nur Stundentakt                                                                               |
| S 3   | Porrentruy – Laufen                              | 60            | einzelne Verstärker in den HVZ zwischen Delémont (bzw. Laufen und Aesch) und Basel ohne Linienbezeichnung |
| S 3   | Laufen – Basel SBB – Olten                       | 30            | |
| S 5   | Weil am Rhein – Lörrach Hbf – Steinen            | 30            | abends und am Wochenende Stundentakt; ab 20 Uhr (samstags ganztägig) nur zwischen Weil am Rhein und Lörrach Hbf; sonntags zwischen Weil am Rhein und Zell im Wiesental (ab Lörrach-Stetten Halbstundentakt gemeinsam mit S6) |
| S 6   | Basel SBB – Lörrach Hbf – Zell (Wiesental)       | 30 / 60       | an Sonntagen Stundentakt (Halbstundentakt gemeinsam mit S5 zwischen Lörrach-Stetten und Zell im Wiesental) |
| S 9   | Sissach – Läufelfingen – Olten                   | 60            | |
| TER   | Mulhouse – Basel SBB                             | 60 / 30       | in den HVZ Halbstundentakt, einzelne Taktlücken |
| RB27  | Freiburg (Breisgau) Hbf – Basel Bad Bf           | 60 / 30       | in den HVZ Halbstundentakt zwischen Freiburg und Basel Bad Bf |
| RB30  | Basel Bad Bf – Waldshut – Lauchringen            | 60 / 30       | in den HVZ Halbstundentakt zwischen Basel Bad Bf und Waldshut |

Von Montag bis Freitag in der Hauptverkehrszeit verkehren zwei Zugpaare der Linie S5 über Steinen hinaus bis nach Schopfheim, ohne in Maulburg und Schopfheim West zu halten.
Die sehr wechselhafte Nachfrage auf der Linie S5 führte zeitweise zu einer Umstellung des Betriebes. Einerseits hielten die Züge vorübergehend an einigen Haltepunkten nur noch bei Bedarf. Diese Massnahme wurde nicht fortgeführt. Beibehalten wurde jedoch die Verschiebung der Fahrplanlage der S5 an Wochenenden. Die Züge bieten ebenfalls seit Dezember 2013 samstags und sonntags in Weil am Rhein einen direkten Anschluss von Freiburg (Breisgau) Hbf nach Lörrach Hbf. Samstags besteht in Lörrach Hbf ein direkter Anschluss nach Zell im Wiesental, sonntags verkehren die Züge der S5 über Lörrach Hbf hinaus bis Zell im Wiesental. Auf diese Weise entstand erstmals auch an Sonntagen ein Halbstundentakt zwischen Lörrach Hbf  und Zell im Wiesental. An Wochenenden verkehrt ein Zugpaar zwischen Weil am Rhein und Lörrach Hbf, das ausser Lörrach-Stetten keinen weiteren Halt bedient.

### Nachtnetz
Am 19. Dezember 2008 nahm das ausgebaute TNW-Nachtnetz seinen Betrieb auf. Das Nachtnetz, das zuvor bereits in eingeschränkter Form bestand, setzt sich aus Nachtbussen und erstmals auch Nacht-Trams und Nacht-S-Bahnen zusammen, die jeweils während der Wochenendnächte im Raum Basel verkehren. Die Nacht-S-Bahn-Linien hatten zur Unterscheidung zum eigentlichen S-Bahn-Netz SN-Liniennummern. Drei S-Bahn-Linien, drei Tramlinien und 28 Buslinien verkehrten im Nachtnetz; die meisten Linien mindestens im Stundentakt. Zum Fahrplanwechsel 2021 wurde die SN-Liniennummerierung wieder abgeschafft. Die Nacht-S-Bahnen fahren nun, wie die in den Hauptverkehrszeiten auf den gleichen Strecken verkehrenden Verstärkerlinien, ohne Nummerierung. Auch das restliche Nachtnetz soll bis 2023 abgeschafft werden und die normalen Linien an den Wochenendnächten im Stundentakt verkehren.
- Basel SBB – Pratteln – Rheinfelden – Möhlin (– Stein-Säckingen – Frick – Brugg AG)
- Basel SBB – Dornach-Arlesheim – Laufen (– Delémont)
- Basel SBB – Pratteln – Liestal – Gelterkinden (– Olten)

Für die Benutzung des Nachtnetzes ist zum Fahrausweis kein zusätzlicher Nachtzuschlag mehr erforderlich. Dieser wurde zum Fahrplanwechsel 2011/2012 im Dezember 2011 abgeschafft.

### Tarif- und Verkehrsverbünde
Das Netz der S-Bahn Basel verteilt sich auf verschiedene Tarifverbünde. Die meisten Bahnhöfe bzw. Haltestellen in der Schweiz liegen im Tarifverbund Nordwestschweiz (TNW). Einige wenige gehören zum Tarifverbund Jura (Vagabond) oder zum Tarifverbund A-Welle (TVA). In Deutschland liegen die Haltestellen im Regio Verkehrsverbund Lörrach (RVL), im Waldshuter Tarifverbund (WTV) sowie im Regio-Verkehrsverbund Freiburg (RVF).
In Grenznähe gibt es auch Bahnhöfe und Haltestellen, welche in zwei Tarifverbünden liegen, so unter anderem Basel Bad Bf, der Bahnhof Riehen und der Haltepunkt Riehen Niederholz (jeweils im TNW und RVL).
Zwischen TNW und RVL besteht zudem eine gegenseitige Anerkennung von Einzelbilletten und Mehrfahrtenkarten. Diese umfasst die Zone 10 des TNW (Kanton Basel-Stadt sowie umliegende Vororte) sowie das gesamte RVL-Gebiet. Für die internationale Vernetzung sorgen weitere Angebote wie grenzüberschreitende Verbundabonnements oder Tageskarten.
Das U-Abo des TNW ist auch im grenznahen Frankreich gültig, allerdings nur auf den Bus- und Tramlinien, nicht auf dem TER und TER200.

## Geschichte
Nach langer Vorbereitungszeit, in der die durch unterschiedliche rechtliche und technische Voraussetzungen sich ergebenden Probleme gelöst werden mussten, konnte ab 1997 der Betrieb unter dem Namen Regio-S-Bahn aufgenommen werden. Dabei wurde auch das grüne R-Logo eingeführt, welches bis 2016 verwendet wurde. Erste Linien waren ab 1. Juni 1997 die S1 Mulhouse – Basel SBB – Frick / Laufenburg und die S3 Olten – Basel SBB – Laufen. Am 24. Mai 1998 wurde die Zugfolge auf der S1 verdichtet und die S9 Sissach – Läufelfingen – Olten in Betrieb genommen.
Die erste Strecke auf deutschem Gebiet, die ursprünglich als S4 bezeichnete Linie von Basel SBB nach Freiburg (Breisgau) Hbf, ging am 6. Januar 2002 in Betrieb.
Am 12. Dezember 2004 wurde die S3 bis nach Porrentruy verlängert. Ebenfalls zu diesem Termin gingen die S5 Weil am Rhein – Lörrach Hbf – Steinen und S6 Basel Badischer Bahnhof – Lörrach Hbf – Zell (Wiesental) in Betrieb. Als Eisenbahnverkehrsunternehmen agiert dort seit 15. Juni 2003 die SBB GmbH, eine Tochtergesellschaft der Schweizerischen Bundesbahnen.
Erste grössere Ausbauten zur Aufwertung der S-Bahn wurden an der Wiesentalbahn vorgenommen: neue Stationen in Lörrach und Weil am Rhein, Anpassung der Haltekanten an den übrigen Haltestellen, neue Fahrstrassen in Basel Bad Bf, um die Durchbindung der Wiesentalbahn nach Basel SBB zu ermöglichen.
Im September 2005 kamen bei der S-Bahn Basel erstmals Stadler FLIRT zum Einsatz. Als erste S-Bahn-Linie wurde die S5 ab Oktober 2005 integral mit FLIRT bedient. Die mit 14 km kürzeste Linie der S-Bahn Basel wird mit zwei Fahrzeugen bedient. Während der folgenden Monate wurden die NPZ der S6 schrittweise durch sieben FLIRT ersetzt; der integrale Betrieb erfolgte ab 31. März 2006. Im Verlauf des Fahrplanjahres 2006 fand auch auf der S3 die stufenweise Einführung von FLIRT statt. Bis zum Fahrplanwechsel 2006/2007 am 10. Dezember 2006 war schliesslich das gesamte Rollmaterial der S3 durch 20 neue Elektrotriebwagen ersetzt. Zum gleichen Zeitpunkt wurde die S6 bis zum Bahnhof Basel SBB durchgebunden.
Seit dem Fahrplanwechsel 2008/2009 im Dezember 2008 wird die Strecke Basel SBB – Frick / Laufenburg der S1 integral mit FLIRT bedient. Auf der Strecke Basel SBB – Mulhouse kommen seit Dezember 2008 elektrische Triebwagen der SNCF-Baureihe Z 27500 zum Einsatz.

### Neu gebaute Haltestellen
Seit 1997 wurden an den Strecken der S-Bahn Basel zwölf neue Haltestellen gebaut:
- 1997: Basel St. Johann
- 1999: Weil am Rhein-Gartenstadt, Weil am Rhein-Pfädlistraße
- 2004: Lörrach Dammstraße, Lörrach Schillerstraße (heute: Lörrach Museum/Burghof)
- 2006: Basel Dreispitz
- 2007: Lörrach Schwarzwaldstraße, Schopfheim West
- 2008: Pratteln Salina Raurica, Rheinfelden Augarten, Riehen Niederholz
- 2017: Schopfheim-Schlattholz[11]

## Planung und Projekte

Logo der trinationalen S-Bahn Basel

Die Planungen zur Weiterentwicklung der S-Bahn Basel laufen zwischen den sieben Bestellern (Kantone Aargau, Basel-Stadt, Basel-Landschaft, Jura, Solothurn, Land Baden-Württemberg sowie die Région Grand Est) im Rahmen ihrer gemeinsamen Koordinationsplattform trireno. 2014 haben die betroffenen Kantone beim Bundesamt für Verkehr ein zuvor trinational erarbeitetes und abgestimmtes Angebotskonzept für die S-Bahn Basel eingegeben. Das Angebotskonzept wurde 2019 leicht überarbeitet und am 17. Januar 2020 von allen sieben regionalen Bestellbehörden beschlossen. Ziele des Angebotskonzepts sind wie bisher, mindestens einen Halbstundentakt auf den Aussenästen und mindestens einen Viertelstundentakt im inneren Bereich der Agglomeration zu realisieren. Mit neuen Direktverbindungen quer durch die trinationale Agglomeration Basel soll künftig jede Schweizer Talschaft sowohl mit Deutschland als auch mit Frankreich verbunden werden.
Der Ausbau des S-Bahn-Angebots erfolgt schrittweise über die nächsten Jahrzehnten. Im Wesentlichen sind zwei Angebots-Zielzustände (Horizonte) vorgesehen:

### Horizont 2030

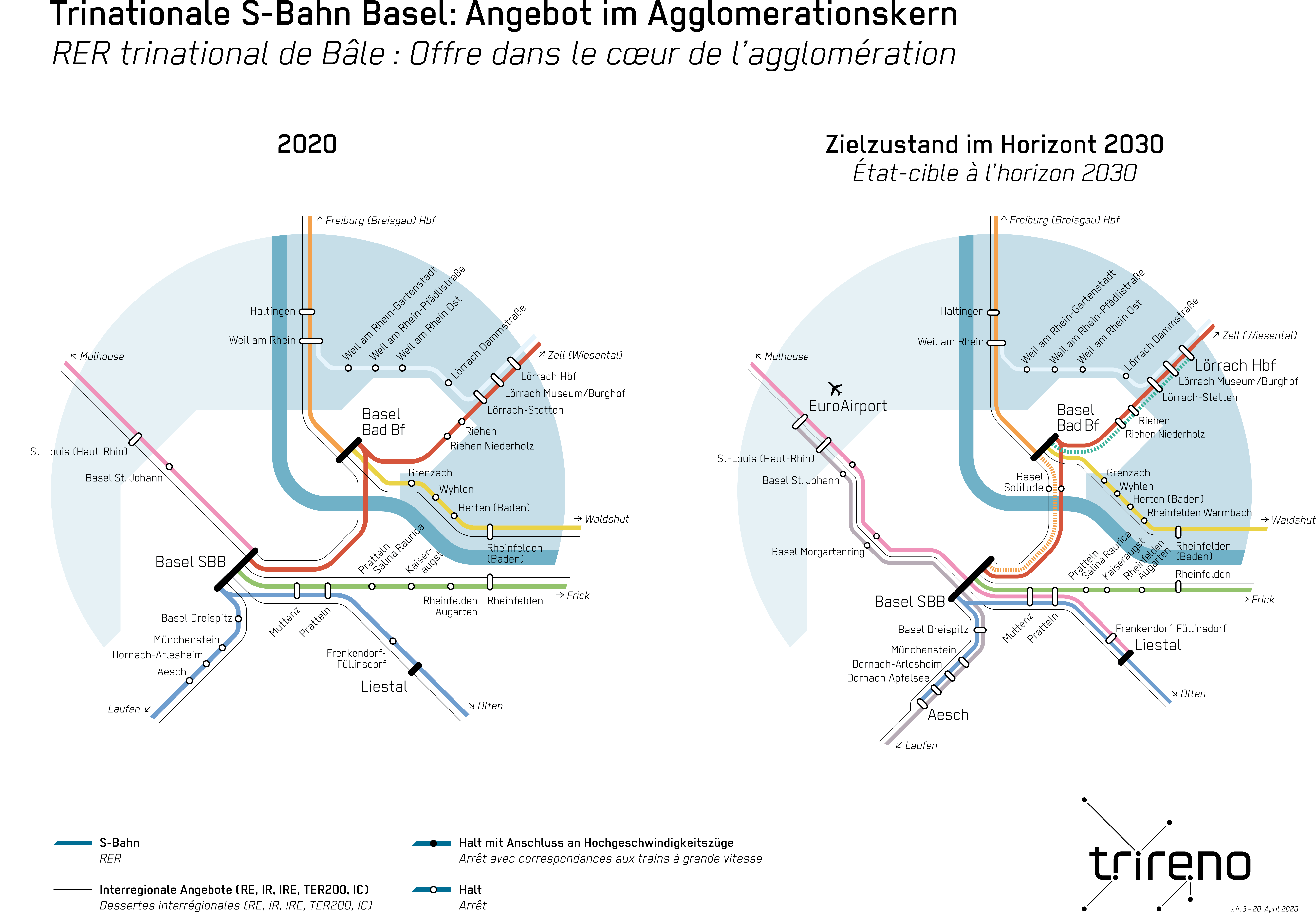
Angebots-Zielkonzept der trinationalen S-Bahn Basel im Horizont 2030 (Kern)

Bereits 2025 soll die S-Bahn zwischen Basel SBB und Liestal im Viertelstundentakt verkehren.
Bis 2030 sollen die Verdichtung des S-Bahn-Angebots zwischen Basel SBB und Aesch (Viertelstundentakt) folgen, sowie neue S-Bahn-Direktverbindungen zwischen Frankreich und der Schweiz. Damit soll im Streckennetz auch der EuroAirport mit 6 Zügen pro Stunde und Richtung an den Bahnhof Basel SBB angebunden werden.
Zwischen Basel Bad Bf und Lörrach Hbf ist ebenfalls eine Taktverdichtung geplant.
Zusammenfassend sind im Horizont 2030 folgende S-Bahn-Linien vorgesehen:
- S 1 Basel SBB – Rheinfelden – Stein-Säckingen – Frick / Laufenburg
- S 2 Liestal – Basel SBB –  EuroAirport – Mulhouse
- S 3  Zofingen – Olten – Liestal – Basel SBB – Aesch
- S 4 EuroAirport – Basel SBB – Laufen
- S 40  Basel SBB – Basel Bad Bf – Müllheim (Baden) – Freiburg (Breisgau) Hbf
- S 5  Weil am Rhein – Lörrach Hbf – Steinen (– Schopfheim)
- S 6 Basel SBB – Basel Bad Bf – Riehen – Lörrach Hbf – Steinen – Schopfheim – Zell (Wiesental)
- S 61 Basel Bad Bf – Lörrach Hbf
- S 7 Basel Bad Bf – Rheinfelden (Baden) – Bad Säckingen – Waldshut – Koblenz
- S 9 Sissach – Läufelfingen – Olten
- R  Delémont – Porrentruy

Die bisher längste S-Bahn-Linie S 3  wird aufgetrennt und die trinationale S-Bahn Basel soll nicht mehr über Laufen hinaus bis in den Kanton Jura fahren. Grund dafür ist die geplante Einführung des Fernverkehrs-Halbstundentaktes Basel SBB und Biel/Bienne mit der Einführung der neuen InterRegio-Linie 56 der BLS. Diese wird ab Dezember 2025 zwischen Laufen und Delsberg die Leistung der S 3 mit dafür neubeschafften MIKA-Zügen in Fernverkehrsausführung übernehmen und mit dem bereits verkehrenden 51 einen Halbstundentakt bilden.
Zum erweiterten Schienenpersonennahverkehr der Region Basel zählen zudem schnelle Regionalverbindungen wie RE und TER200. Im Horizont 2030 sind folgende Verbindungen vorgesehen:
- Karlsruhe – Offenburg – Freiburg – Basel Badischer Bahnhof – Basel SBB
- Strassburg – Sélestat – Colmar – Mulhouse  – EuroAirport – Basel SBB
- Bregenz – Lindau – Friedrichshafen – Singen – Schaffhausen –  Waldshut – Bad Säckingen – Rheinfelden (Baden) – Basel Bad Bf
- St. Gallen – Romanshorn – Konstanz – Singen – Schaffhausen –  Waldshut – Bad Säckingen – Rheinfelden (Baden) – Basel Bad Bf (Hochrhein-Bodensee-Express)

Für die hier genannten RE-Linien ist ein Stundentakt vorgesehen. So entsteht zusätzlich zum S-Bahn-Verkehr zwischen Basel Bad Bf und Singen ein RE-Halbstundentakt.

### Horizont mit Herzstück

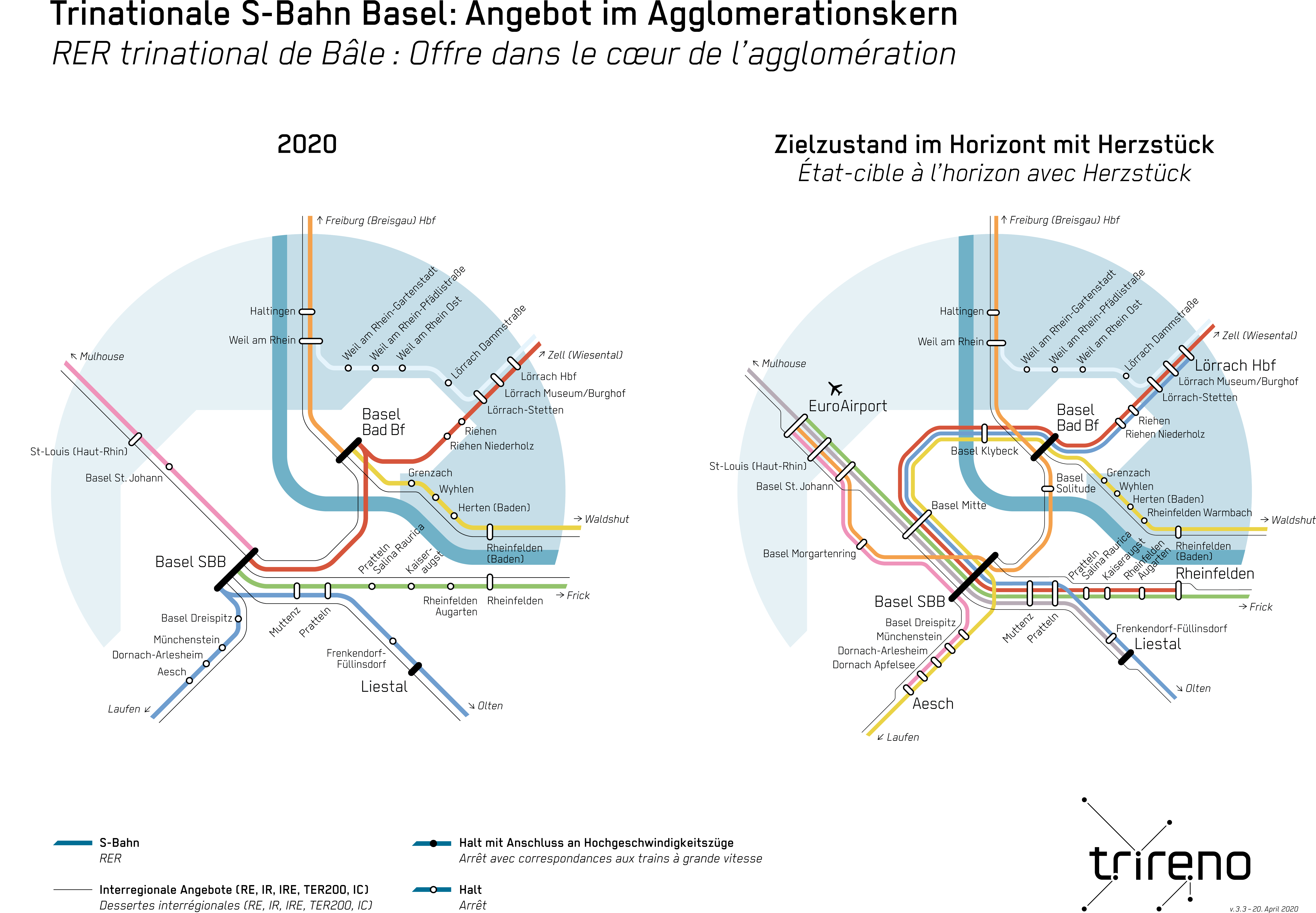
Angebots-Zielkonzept der trinationalen S-Bahn Basel im Horizont mit Herzstück (Kern)

Dank dem Herzstück-Basel können im Endausbau der trinationalen S-Bahn Basel sämtliche S-Bahn-Linien durch das Zentrum von Basel durchgebunden werden. Für den Angebots-Zielzustand im Horizont mit Herzstück wurden noch keine Liniennummern vergeben:
- S Frick /Laufenburg – Stein-Säckingen – Rheinfelden – Basel SBB – Basel Mitte – EuroAirport
- S Liestal – Basel SBB – Basel Mitte –  EuroAirport – Mulhouse
- S Zofingen – Olten – Liestal – Basel SBB – Basel Mitte – Basel Bad Bf – Lörrach Hbf
- S EuroAirport – Basel SBB – Basel Bad Bf – Weil am Rhein – Müllheim – Freiburg (Breisgau) Hbf
- S Weil am Rhein – Lörrach Hbf – Steinen (– Schopfheim)
- S Rheinfelden – Basel SBB –  Basel Mitte – Basel Bad Bf – Lörrach Hbf – Zell im Wiesental
- S Laufen – Basel SBB – Basel Mitte – Basel Bad Bf – Rheinfelden (D) – Bad Säckingen – Waldshut – Koblenz
- S EuroAirport – Basel SBB – Aesch
- S  Sissach – Läufelfingen – Olten
- R  Delémont – Porrentruy

Um jedoch diese geplanten Angebotsverbesserungen schrittweise einführen zu können, sind grosse Infrastrukturmassnahmen nötig. Die fehlende Trennung vom Fern- und Güterverkehr stellt in der Region Basel eine der grossen betrieblichen Herausforderungen dar, da das Netz je länger je mehr an seine Kapazitätsgrenzen stösst. Durch milliardenschwere Investitionen soll in den nächsten Jahren und Jahrzehnten eine Erhöhung der Kapazitäten geschaffen werden, was für die Erreichung der Angebotsziele der trinationalen S-Bahn Basel unabdingbar ist. Mehrere grosse Infrastrukturprojekte befinden sich bereits im Bau.

### Infrastrukturmassnahmen im Bau
- Vierspurausbau des Bahnhofs Liestal
- Neues Wendegleis in Liestal
- Ausbau- und Neubaustrecke Karlsruhe – Basel
- Entflechtung in Muttenz
- Ausbau der Gleisanlagen (Entflechtungsbauwerke) in Pratteln
- Neue Doppelspur zwischen Duggingen und Grellingen (Chessiloch) im Laufental

### Geplante Infrastrukturmassnahmen
- Neues Wendegleis in Aesch
- Massnahmen zur Leistungssteigerung in den Bahnhöfen Basel SBB, Basel Bad Bf und Olten
- Neue Bahnanbindung EuroAirport
- Ausbau und Elektrifizierung der Hochrheinbahn Basel – Erzingen
- Ausbau der Wiesentalbahn zwischen Basel Bad Bf und Schopfheim
- Ausbau der Strecke zwischen Pratteln und Rheinfelden (CH)
- Herzstück Basel: Unterirdische Neubaustrecke zwischen Basel SBB und Basel Bad Bf mit einem Abzweiger Richtung Basel St. Johann

### Geplante neue Haltestellen
- Basel Solitude
- Basel Morgartenring
- Basel Mitte und Basel Klybeck (siehe Herzstück Basel)
- Dornach Apfelsee
- EuroAirport
- Lörrach Zentralklinikum
- Rheinfelden (Baden)-Warmbach
- Bad Säckingen-Wallbach
- Waldshut West

### Projekt Herzstück Basel
Ein grosser Nachteil im heutigen Angebot der S-Bahn Basel ist die fehlende Verknüpfung der einzelnen Linien (Bildung von Durchmesserlinien) sowie die mangelnde Erschliessung der Basler Innenstadt mit der S-Bahn. Dies führt zu einem unattraktiven Umsteigezwang in den heutigen Endbahnhöfen Basel SBB und Basel Bad Bf und damit auch zu einer Überlastung von Bahnhofsanlagen und innenstädtischen Tramlinien. Diese Unzulänglichkeiten sollen durch den Bau des so genannten Herzstücks, einer unterirdischen Verbindung von Basel SBB nach Basel Bad Bf und Basel St. Johann mit zwei neuen unterirdischen Haltestellen im Zentrum, behoben werden. Das Bundesamt für Verkehr, die SBB und die Kantone arbeiten gemeinsam an der Umsetzung dieses Schlüsselprojektes für die S-Bahn Basel.

## Eingesetzte Züge

### Elektrotriebzüge RABe 521 / RABe 522

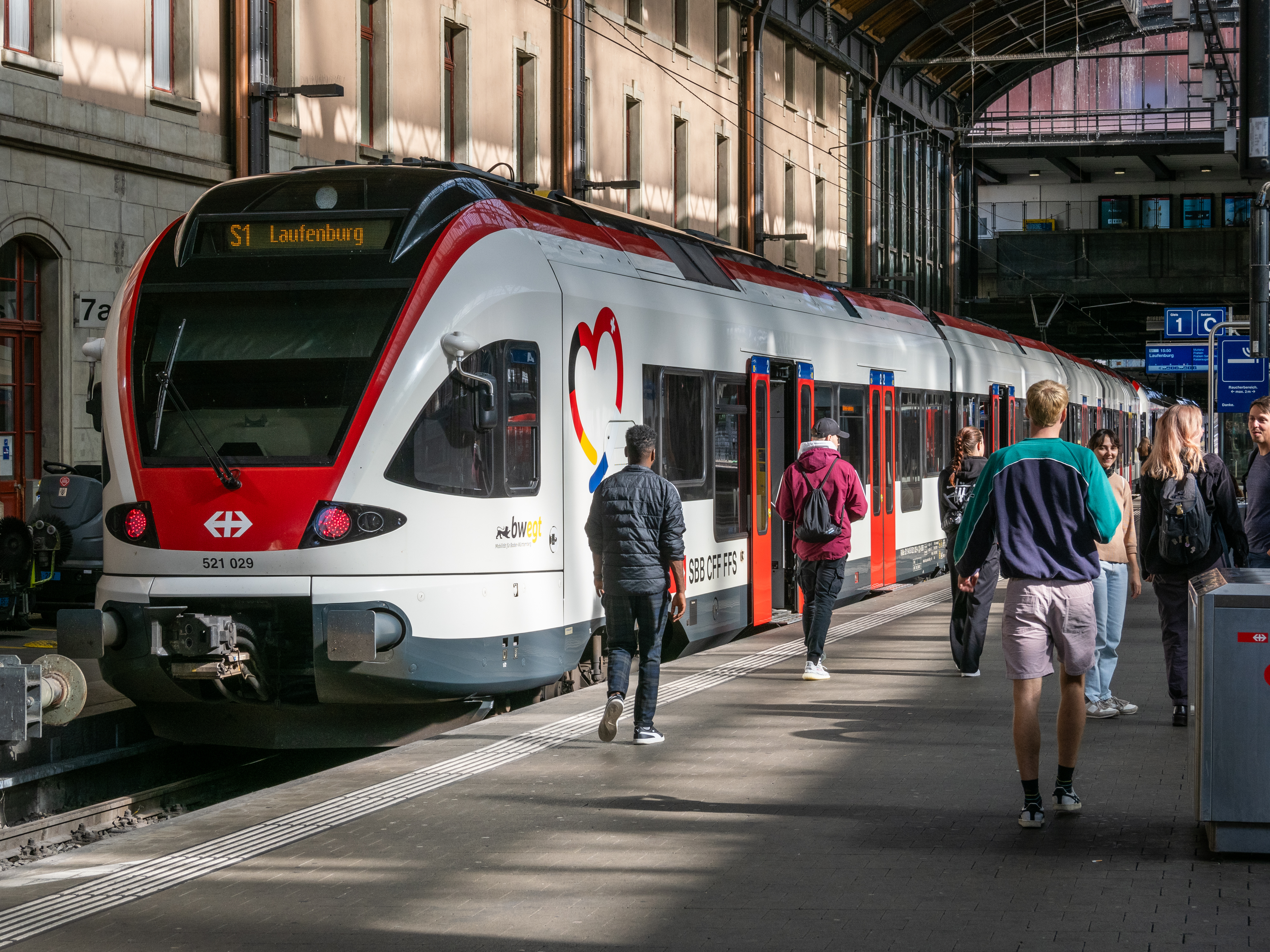
RABe 521 als S1 in Basel SBB

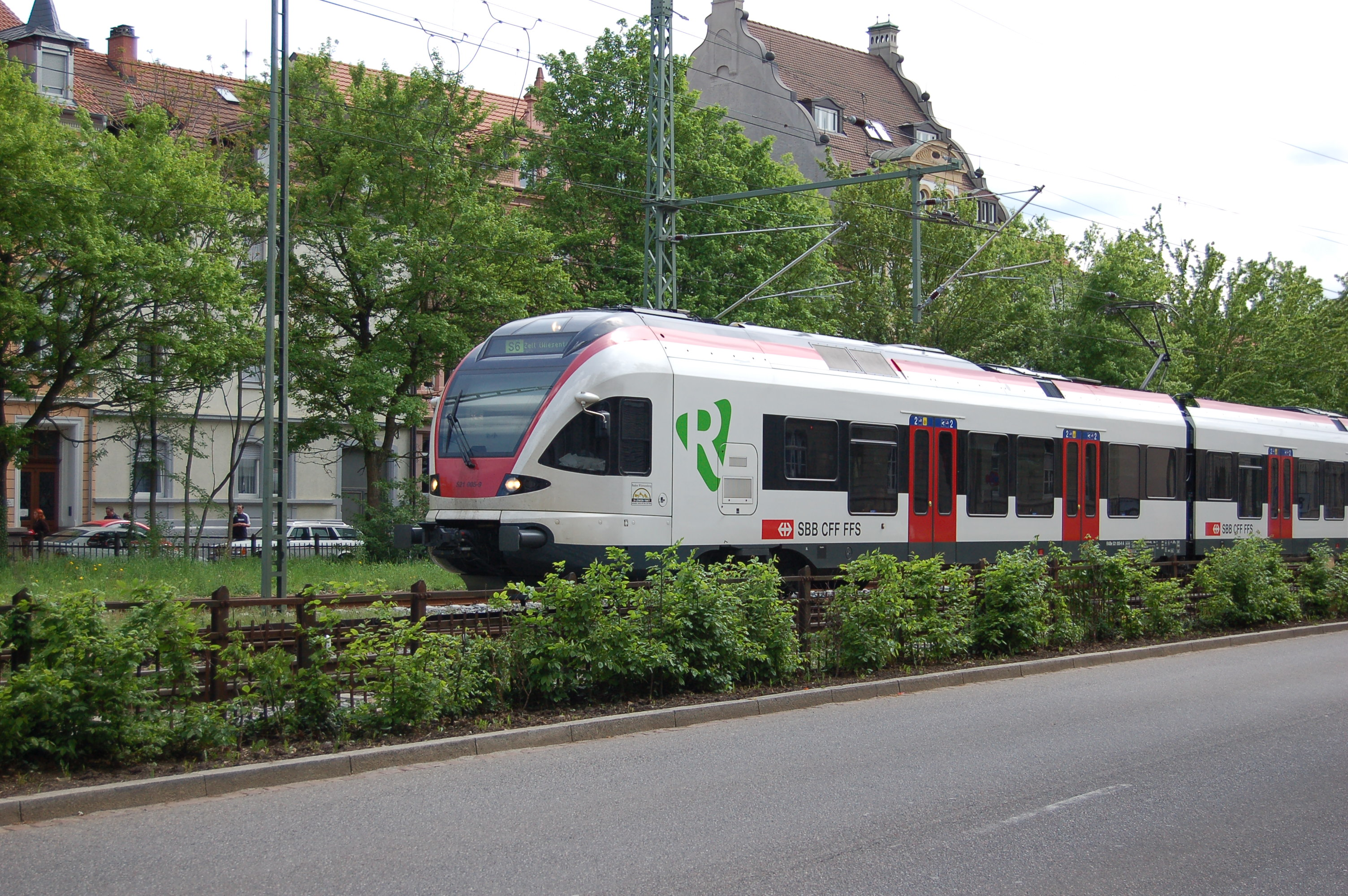
RABe 521 der Linie S6 unterwegs in Lörrach

Auf den meisten S-Bahn-Linien verkehren Niederflur-Triebzüge Stadler FLIRT in den Baureihen RABe 521, RABe 522 und/oder RABe 523. Im Gegensatz zur Grundvariante des FLIRT (RABe 523), dessen Einsetzbarkeit sich auf die Schweiz beschränkt, sind die Varianten 521 und 522 für den grenzüberschreitenden Verkehr nach Deutschland bzw. Frankreich konzipiert. Die beiden Schwesterbaureihen unterscheiden sich prinzipiell nur hinsichtlich Traktionsausrüstung und Zugsicherungssystemen für die Nachbarländer. Für den Betrieb der S9 werden Züge der Baureihe RABe 526 (Stadler GTW) in Thurbo-Lackierung eingesetzt.
| Baureihe        | Einsatz        |
| --------------- | -------------- |
| SBB RABe 521    | S1, S3, S5, S6 |
| SBB RABe 522    | S1, S3         |
| THURBO RABe 526 | S9             |

Anmerkungen
- Von 30 Fahrzeugen der Baureihe RABe 521 sind rechnerisch zehn für die SBB GmbH zum Einsatz auf der S5/S6 bestimmt, die weiteren zwanzig für die S3. Technisch sind die Zweisystemfahrzeuge identisch und werden freizügig zwischen den Linien getauscht; Einsätze auf der S1 sind ebenfalls möglich.
- Die für 2008 vorgesehene Ablieferung von 12 Zweistrom-Fahrzeugen der Baureihe RABe 522 für die S1 wurde mittlerweile sistiert. Aufgrund des aktuell geltenden Zulassungsverfahrens in Frankreich war eine Konstruktionsänderung notwendig, die RABe 522 wurden daher zu RABe 523 rückgebaut.[19] Für den Einsatz nach Frankreich wurden 2008 insgesamt 14 konstruktiv überarbeitete FLIRT bestellt, die ab 2011 abgeliefert wurden.[20][21] Sie wurden im Dezember 2012 für Frankreich zugelassen. Der grenzüberschreitende Betrieb der Züge scheitert aber seither an der Erstellung eines durchgehenden Fahrplanes. Im Jahr 2014 wurden die Bestrebungen vorübergehend eingestellt.[5] Mit der Inbetriebnahme der neuen Bahnanbindung EuroAirport soll ein grenzüberschreitender Einsatz erneut möglich werden.[22]

### Elektrotriebwagen RBDe 560 / RBDe 562
Bis im September 2005 verkehrten auf den meisten Linien der damaligen Regio-S-Bahn Basel Elektrotriebwagen des Typs RBDe 560 oder RBDe 562. Diese wurden seither in mehreren Schritten durch neue Niederflurtriebzüge Stadler FLIRT ersetzt. Der integrale Einsatz der neuen Züge erfolgt seit 7. Oktober 2005 auf der S5, seit 31. März 2006 auf der S6, seit 10. Dezember 2006 auf der S3 und seit 14. Dezember 2008 auf der S1.
Die umgebauten Elektrotriebwagen RBDe 560 (des Typs Domino) kommen in den Hauptverkehrszeiten auf den Strecken der S1 und S3 zum Einsatz.
Diese Verstärkerzüge verkehren im Jahr 2021 folgendermassen:
Morgens:
- 2× Stein-Säckingen – Basel
- 1× Basel – Laufen
- 2× Laufen – Basel
- 1× Olten – Basel
- 2× Sissach – Basel,

Abends:
- 4× Basel – Stein-Säckingen
- 1× Laufen – Basel
- 1× Basel – Aesch
- 2× Basel – Delémont
- 1× Basel – Olten

Nach wie vor sind auf diesen Strecken auch noch NPZ-Kompositionen anzutreffen.
| Baureihe     | Einsatz                                                                |
| ------------ | ---------------------------------------------------------------------- |
| SBB RBDe 560 | Regulärer Einsatz: S1 und S3 zu Hauptverkehrszeiten morgens und abends |

### Elektrotriebwagen SNCF Z 27500

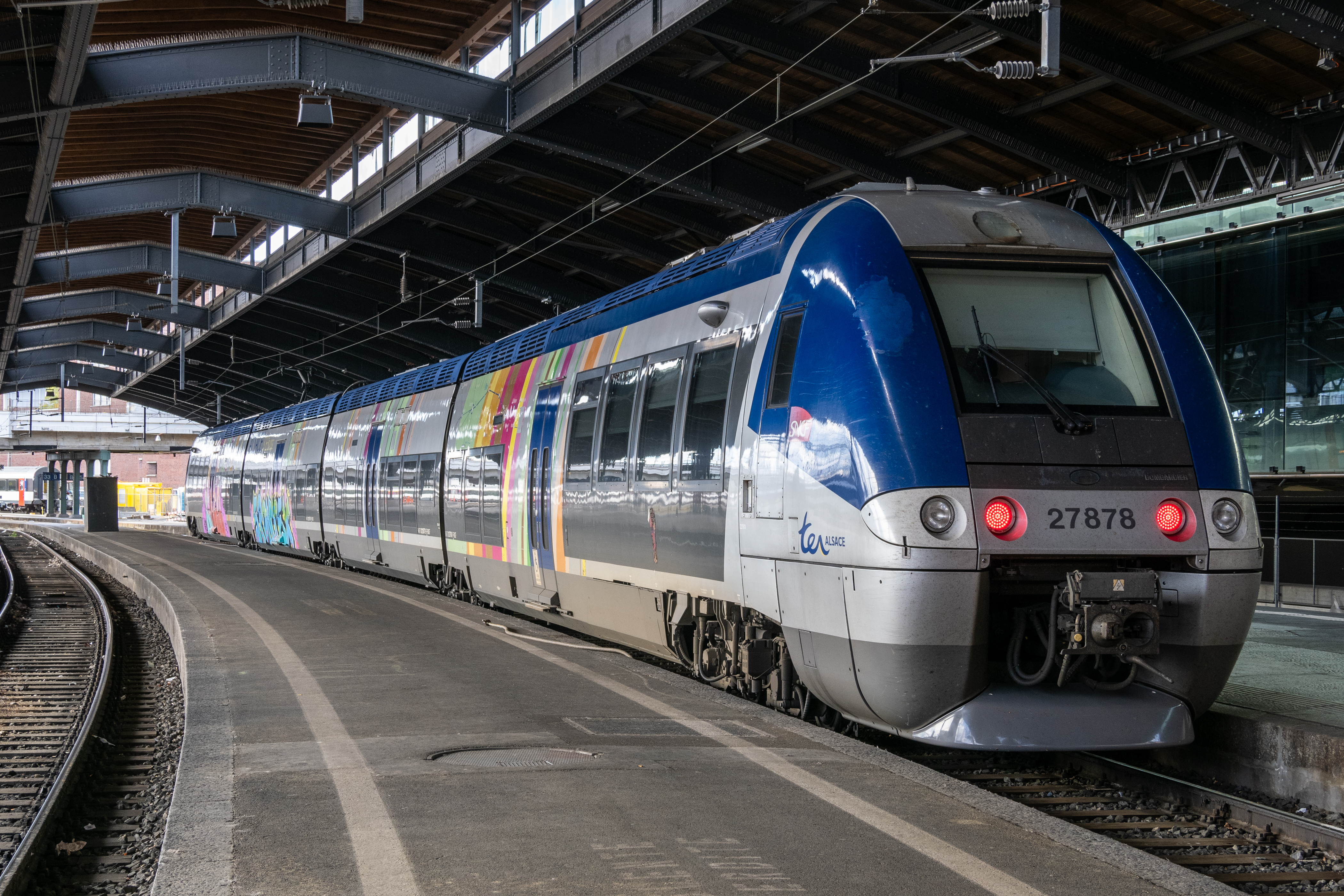
TER Alsace (SNCF Z27500) in Basel SNCF

Auf der Linie TER Mulhouse – Basel kommen moderne Elektrotriebwagen der SNCF-Baureihe Z 27500 zum Einsatz. Diese können nur unter dem französischen Stromsystem mit 25 kV 50 Hz~ fahren und daher in Basel auch nur die Gleise 30 bis 35 des Bahnhofs Basel SBB (ehemals Bahnhof Basel SNCF) nutzen. Obwohl die Elektrotriebzüge RABe 522 der SBB mittlerweile in Frankreich zugelassen sind, werden sie nicht auf der Strecke Mulhouse – Basel eingesetzt. In Basel SBB muss weiterhin umgestiegen werden.
| Baureihe     | Einsatz                        |
| ------------ | ------------------------------ |
| SNCF Z 27500 | TER Mulhouse Ville – Basel SBB |